# Laportea interrupta
Laportea interrupta là loài thực vật có hoa trong họ Tầm ma. Loài này được (L.) Chew mô tả khoa học đầu tiên năm 1965.